# Sousa sahulensis
Sousa sahulensis je druh delfína z rodu Sousa (tzv. hrbatých delfínů), který se vyskytuje pouze u pobřeží severní Austrálie a jižní Nové Guineje. Původně byl považován za konspecifický (náležící ke stejnému druhu) s delfínem indočínským (Sousa chinensis), avšak v roce 2014 byl popsán jako samostatný druh. 

## Systematika
Sousa sahulensis náleží do rodu Sousa; tento rod je předmětem vášnivých debat a kontroverzních revizí taxonomistů již od 19. století. V 1. desetiletí 21. století se taxonomie rodu prozatím ustálila na 4 druzích. Čtvrtým a k roku 2025 zatím posledním popsaným druhem přitom byl právě Sousa sahulensis, jehož vědecký popis vyšel v roce 2014 v časopise Marine Mammal Science. Do té doby byl tento delfín považován za konspecifický (náležící ke stejnému druhu) s delfínem indočínským (Sousa chinensis). Nerozeznávají se žádné poddruhy. Druhové jméno sahulensis odkazuje k Sahulskému šelfu, který utváří primární areál rozšíření druhu.

## Popis
Jedná se o mohutného delfína dosahujícího délky až kolem 2,7 m. Od ostatních delfínů rodu Sousa se odlišuje hlavně tmavší barvou těla, které je shora tmavě šedé a zespodu šedé až bílé. Hřbetní ploutev je menší, trojúhelníková a i když má poměrně širokou bázi, není posazena na prominentním hrbu, jak je tomu u ostatních zástupců rodu Sousa. Dospělci často mají viditelné bílé jizvy a tmavé skvrny na hlavě, hřbetu, hřbetní ploutvi i ocasu. Počet zubů v horní čelisti je 62–70, v té spodní 62–38.

## Výskyt
Vyskytuje se v tropických a subtropických mořích severní Austrálie a jižní Nové Guineje. Nejraději obývá pobřežní mělké vody do 20 km od pobřeží, výjimečně však může zaplout i dále od břehu. V Queenslandu i Severním teritoriu tento delfín zaplouvá do říčních toků do vzdálenosti 20–50 km od moře. Celkový počet dospělých jedinců se orientačně odhaduje na méně než 10 tisíc.

## Biologie a chování
Nad vodu vyskakuje, i když ne nijak často. K běžným lodím se nepřibližuje, avšak může následovat rybářské lodě, za kterými se krmí na odhozených zbytcích nechtěných ryb nebo jejich odřezků. Živí se rybami, občas sežere i desetiramenatce nebo korýše. Při samostatném lovu se potápí na dno, při skupinovém lovu často loví při hladině. Může se krmit i v extrémně mělkých vodách. Sousa sahulensis se někdy dokonce úmyslně vrhá na říční břehy, na které se dostane částí nebo celým tělem, aby se dostal k rybám, které byly vyvrženy na břeh větší vlnou.

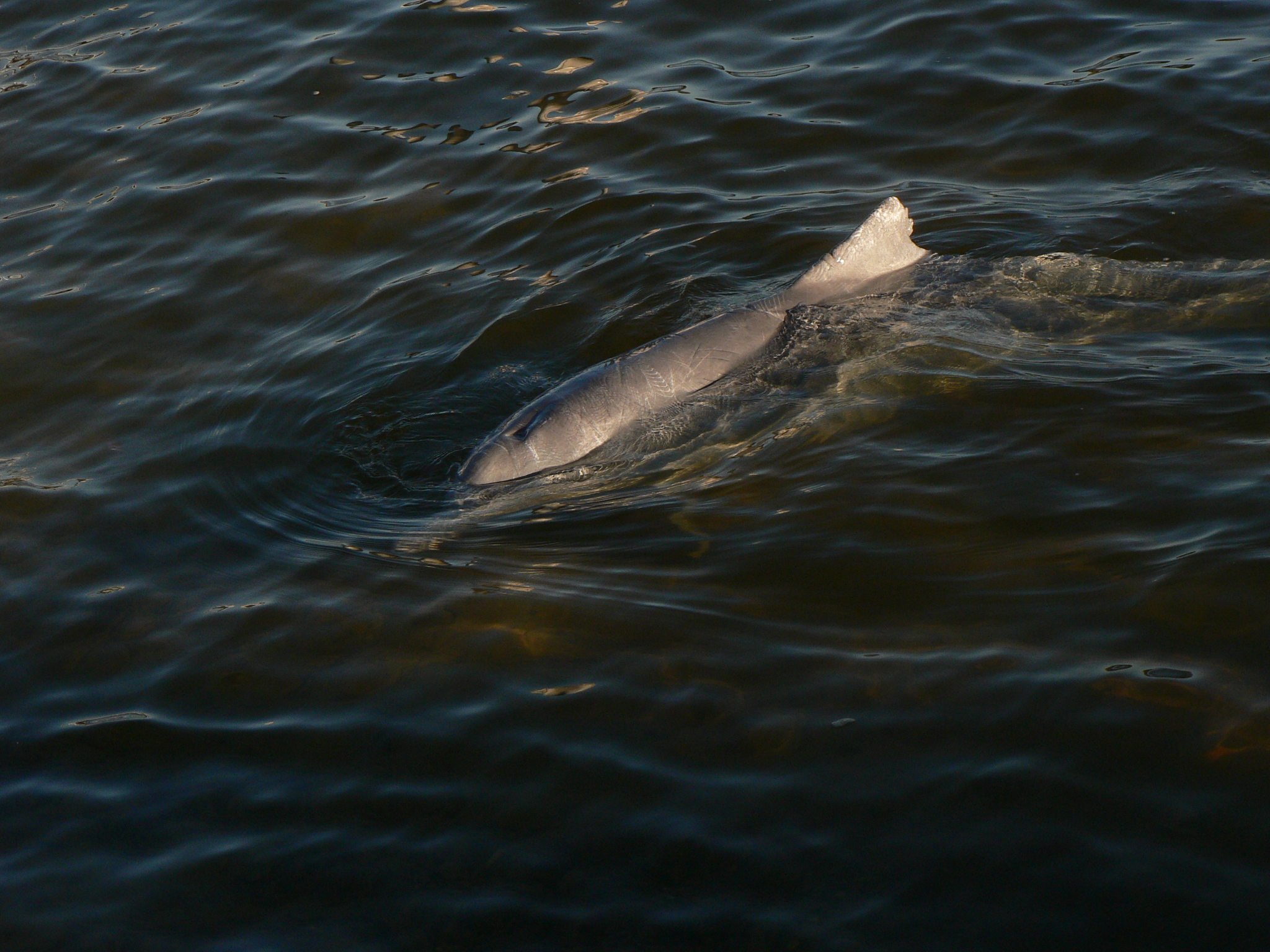
Sousa sahulensis u vodní hladiny

Pohybuje se v menších stádech do 5, občas do 10 jedinců. U bohatých zdrojů potravy bylo zaznamenáno i 30–35 delfínů. Sociální pouta ve stádu jsou patrně flexibilní, bez dlouhodobých svazků. Pohlavní dospělost u samic nastává kolem věku 9–10 let, u samců ve věku 12–14 let. Námluvy se vyznačují častým fyzickým kontaktem delfínů. Po 10–12 měsících dlouhé březosti samice vrhá jedno mládě, které kojí kolem dvou let. K zabřeznutí dochází jen jednou za tři roky. Dožívá se snad kolem 40 let. Ze zajetí je znám jedinec, který se dožil 52 let.

## Ohrožení
Mezinárodní svaz ochrany přírody (IUCN) považuje tento druh za zranitelný. Podle dostupných dat se totiž zdá, že globální populace druhu se tvořena řadou menších subpopulací s omezenými genovými toky, což tyto populace činí náchylnými k rušivým jevům člověka, ke kterým patří výstavba v pobřežních oblastech (přístavy, akvakulturní farmy, výstavba obytných budov i infrastruktury těžebního průmyslu). Problém představuje i zamotání se do rybářských sítí a hlavně v minulosti i do sítí proti žralokům, které bývaly hojně budovány u australského pobřeží. Kvalita vody klesá a bude nadále klesat v důsledku znečištění pesticidy, půdy z polí i odpadních vod, což delfínu Sousa sahulensis také neprospívá.